# Dam tot Damloop 2013

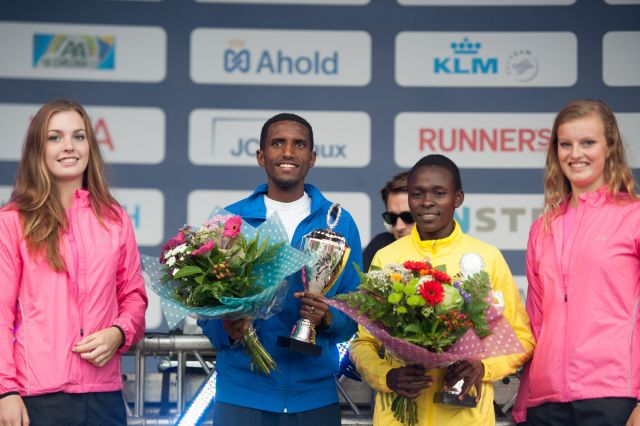
Huldiging van de winnaars

De Dam tot Damloop 2013 werd gehouden op zondag 22 september 2013. Het was de 29e editie van deze loop. De hoofdafstand was 10 Engelse mijl (16,1 km). Er werd gestart vanaf de Prins Hendrikkade in het centrum van Amsterdam en via de IJ-tunnel gelopen naar centrum van Zaandam. 
Bij de mannen ging de winst naar de Eritrees Nguse Amlosom in 45.28. Hij had slechts twee seconden voorsprong op de Keniaan John Mwangangi. De eveneens uit Kenia afkomstige Peter Kirui maakte het podium compleet door in 45.31 te finishen. Bij de vrouwen kwam de Keniaanse Joyce Chepkirui als eerste over de meet in 51.33. Ze had een nipte voorsprong op haar landgenote Flomena Chepchirchir, die dezelfde tijd liet noteren als de winnares. De hardlopende zusters Sylvia, Hilda en Valentine Kibet finishten respectievelijk als derde, vierde en zevende. 
Het evenement trok 55.000 deelnemers en is hiermee het grootste loopevenement van Nederland. 
Naast de 10 Engelse mijl stonden ook de Run2Day Ladies Damloop (6,4 km) en Mini Dam tot Damlopen op het programma.

## Wedstrijd
Mannen
| rang   | naam                  | land | tijd  |
| ------ | --------------------- | ---- | ----- |
| Goud   | Nguse Amlosom         | ERI  | 45.28 |
| Zilver | John Mwangangi        | KEN  | 45.30 |
| Brons  | Peter Kirui           | KEN  | 45.31 |
| 4      | Abera Kuma            | ETH  | 45.31 |
| 5      | Leonard Komon         | KEN  | 46.32 |
| 6      | Abrar Osman           | ERI  | 46.36 |
| 7      | Kenneth Kipkemoi      | KEN  | 47.09 |
| 8      | Charles Cheruiyot     | KEN  | 47.11 |
| 9      | Tsegasew Kibret       | ETH  | 47.16 |
| 10     | Peter Kibet           | UGA  | 47.21 |
| 11     | Dame Tasama           | ETH  | 47.55 |
| 12     | Fentahun Hunegnaw     | ETH  | 47.58 |
| 13     | Bashir Abdi           | BEL  | 47.59 |
| 14     | Tom Wiggers           | NED  | 48.06 |
| 15     | Daniel Chepyegon      | UGA  | 48.10 |
| 16     | Jesper van der Wielen | NED  | 48.16 |
| 17     | Ronald Schröer        | NED  | 48.22 |
| 18     | Alfons Kipkore        | KEN  | 48.42 |
| 19     | Patrick Stitzinger    | NED  | 49.21 |
| 20     | Anas Selmouni         | MAR  | 49.22 |

Vrouwen
| rang   | naam                 | land | tijd  |
| ------ | -------------------- | ---- | ----- |
| Goud   | Joyce Chepkirui      | KEN  | 51.33 |
| Zilver | Flomena Chepchirchir | KEN  | 51.33 |
| Brons  | Sylvia Kibet         | KEN  | 52.06 |
| 4      | Hilda Kibet          | NED  | 52.51 |
| 5      | Lucy Macharia        | KEN  | 54.03 |
| 6      | Etalemahu Kidane     | ETH  | 54.31 |
| 7      | Valentine Kibet      | KEN  | 55.18 |
| 8      | Jackline Chepngeno   | KEN  | 55.26 |
| 9      | Nadia Ejaffini       | ITA  | 55.42 |
| 10     | Veerle Dejaeghere    | BEL  | 56.08 |

1985 ·
1986 ·
1987 ·
1988 ·
1989 ·
1990 ·
1991 ·
1992 ·
1993 ·
1994 ·
1995 ·
1996 ·
1997 ·
1998 ·
1999 ·
2000 ·
2001 ·
2002 ·
2003 ·
2004 ·
2005 ·
2006 ·
2007 ·
2008 ·
2009 ·
2010 ·
2011 ·
2012 ·
2013 ·
2014 ·
2015 ·
2016 ·
2017 ·
2018 ·
2019